# Grigorie Comșa
Grigorie Comșa, pe numele de mirean Gheorghe Comșa, (n. 13 mai 1889, Comana de Sus, Brașov – d. 25 mai 1935, Arad) a fost un episcop ortodox român, membru de onoare (1934) al Academiei Române.
A fost episcop al Episcopiei Aradului între 1925-1935.